# Circondario di Tolmino (1923)
Il circondario di Tolmino era uno dei circondari in cui era suddivisa la provincia del Friuli.

## Storia
Il circondario venne istituito all'inizio del 1923 in seguito alla riorganizzazione amministrativa dei territori annessi al Regno d'Italia dopo la prima guerra mondiale; si estendeva sul territorio degli ex distretti giudiziari di Tolmino, Caporetto, Circhina, Plezzo ed Idria (escluso il comune di Caccia).
Il circondario di Tolmino ebbe un'esistenza effimera: venne soppresso dopo pochi mesi, ed il suo territorio spartito fra i circondari di Cividale del Friuli e di Gorizia; il mandamento di Idria costituì il nuovo circondario di Idria.

## Geografia antropica

### Suddivisioni amministrative
All'atto dell'istituzione il circondario era così composto:
- mandamento di Tolmino:
  - comuni di Bergogna; Caporetto; Creda; Dresenza; Gracova Serravalle; Idresca d'Isonzo; Libussina; Luico; Paniqua (Ponikve); Santa Lucia di Tolmino; Sedula; Ternova d'Isonzo; Tolmino; Volzana
- mandamento di Plezzo:
  - comuni di Bretto (Log); Oltresonzia (Cezsocia); Plezzo; Saga; Serpenizza; Sonzia; Trenta d'Isonzo
- mandamento di Idria:
  - comuni di Ceconico; Circhina; Dole; Godovici; Idria; Idria di Sotto; Ledine; Montenero d'Idria (Cerni Vrh); Monte Sanvito; Sebreglie; Voschia